# Лютик Дмитро Васильович
Дмитро́ Васи́льович Лю́тик — солдат Збройних сил України, учасник російсько-української війни.
Зазнав поранень у бою в червні 2014 року.

## Нагороди
26 липня 2014 року — за особисту мужність і героїзм, виявлені у захисті державного суверенітету та територіальної цілісності України, вірність військовій присязі під час російсько-української війни, відзначений — нагороджений орденом «За мужність» III ступеня.